# Limnophila claggi
Limnophila claggi là một loài ruồi trong họ Limoniidae. Chúng phân bố ở miền Tân bắc.